# Eupithecia variostrigata
Eupithecia variostrigata là một loài bướm đêm trong họ Geometridae.